# 사이클로데케인

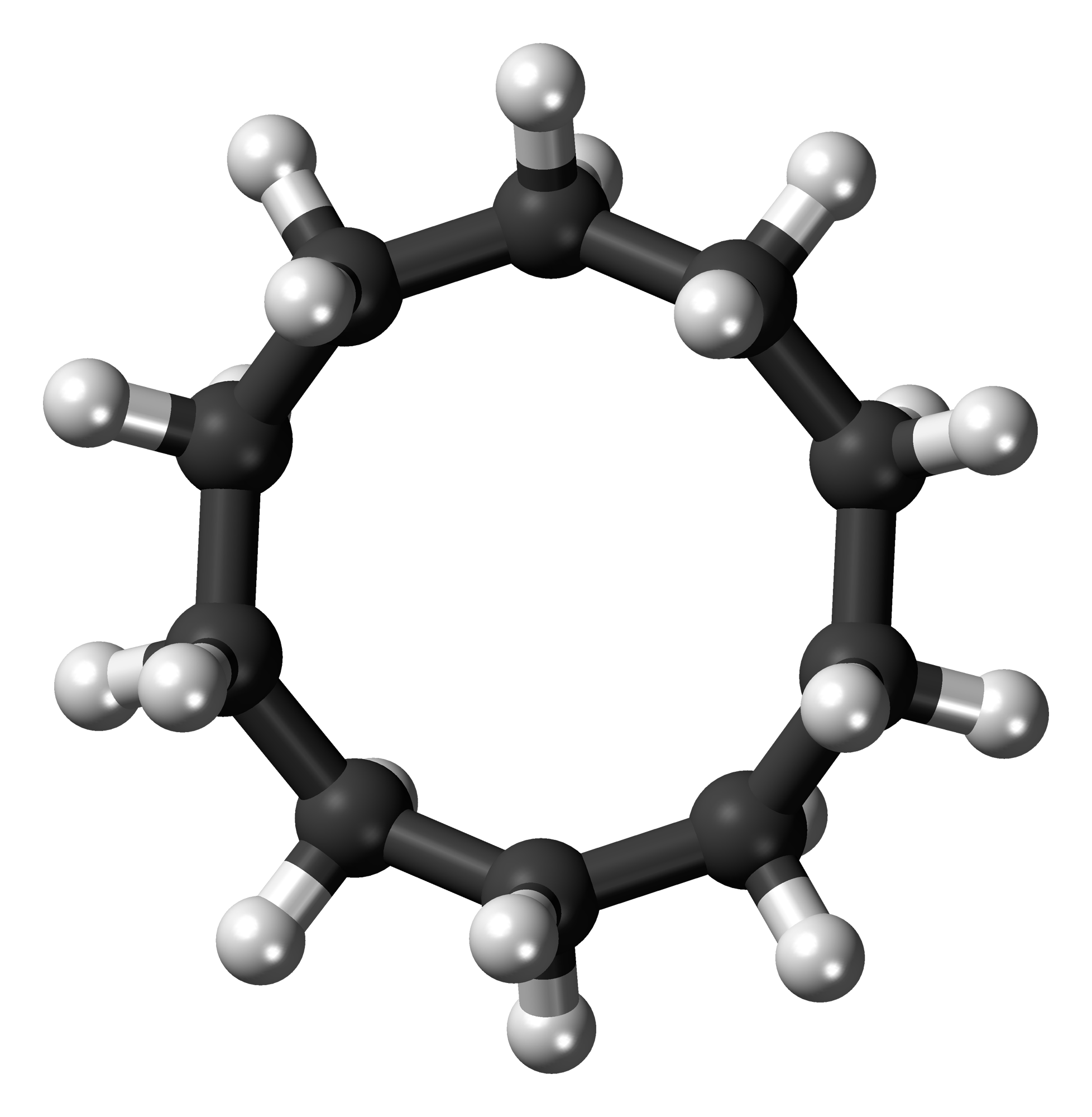

사이클로데케인(cyclodecane) 또는 시클로데칸은 C10H20의 화학식을 가져 분자에 탄소원자가 10개인 사이클로알케인이다.